# Пул, Якобс
Якобс «Ян» Пул (1712—1775) — санкт-петербургский и архангельский купец и предприниматель голландского происхождения. Имел титул великого князя и коммерческого легата при русском дворе. В июле 1762 года его друг император Пётр III был убит, и на престол взошла Екатерина II. В связи с этим Пул покинул Санкт-Петербург и переехал в Гамбург, где приобрёл несколько дворянский усадеб в Северной Германии.

## Биография

### Происхождение семьи и детство
Ян Пул, как полагают, был рождён в Нидерландах. Ни точная дата, ни место его рождения не были подтверждены, однако его семья и образование подготовили его к разъездной жизни.
- Его дед по отцовской линии, Геррит Клас Пель/Пул (1651—1710) был амстердамским строителем кораблей и корабельным плотником, который научил Петра Великого во время его путешествия по Европе строить корабли в Заандаме, пока будущий русский царь делал объезд с целью научиться в Европе многим инновационным на тот момент времени техникам управления государством[3]. Геррит Клас Пул чуть позже переехал в Санк-Петербург вместе с сыном, где они совместно открыли корабельный бизнес.
- Его отец, также названный Ян Пул/Пель, являлся младшим сыном судостроителя царя: он был крещён в Амстердаме в 1682 году, а умер в Санкт-Петербурге, где, как и его старший брат, работал в качестве кораблестроителя на царскую семью.

Ян вырос в Лейдене, проживая некоторое время с Мсье Лузаком, французским родоначальником франкоязычной Лейденской газеты. Он получил хорошее образование, овладевал различными европейскими языками и свободно владел голландским, русским и немецким.

### Купечество
Ян Пул узнал о своих торговых навыках, работая в Санкт-Петербурге с фирмой «van Brienen», в которой впоследствии стал владельцем. Один из источников говорит, что в 1742 году он работал хранителем книг для Каспара Бокмана, купца из Гамбурга, и другого члена западного торгового сообщества, которое было характерной чертой российской столицы со времён Петра Великого. Характерной для западного сообщества экспатриантов была склонность к связыванию деловых отношений через брак, и в какой-то момент между 1750 и 1752 годами он был женат, и его вторая жена, Магдалена ван Бриенен, дочь Рутгера ван Бриенена и сестры Авраама ван Бриенена. В его первом браке родились двое детей, и в браке с Магдаленой ещё пятеро, в том числе Магдалена (позже Магдалена Пул), филантроп и дипломатка.
Как только Ян пришёл в крупный бизнес, он взял под своё управление фирму «van Brienen», с помощью которой он, в свою очередь, накопил огромное состояние.

### Дворцовый переворот
Вернувшись в Санкт-Петербург, великий князь Пётр, включённый с 1739 года в герцогство Гольштейн-Готторпских, стал крёстным отцом сына Яна Пула, родившегося в 1760 году. Сам же Пётр уже готовился стать императором Всероссийским, русским царём, так как его тётушка — Елизавета Петровна была в плохом состоянии и ей предвещали скорую смерть. Как только всем стало очевидно, что уже скоро Пётр III встанет на русский престол, он пообещал Якобу Пулу назначить его действующим вице-королём в Гольштейн-Готторпе. Особенно интересовал будущего русского царя проект крупного канала, строительство которого требовало чёткого и пристального наблюдения. Пул уже был готов переехать в Гольштейн, ликвидировав своё предприятие и свои активны в фирме в Санкт-Петербурге в рамках грядущего переезда. В январе 1762 года Пётр III официально вступил на престол, однако через шесть месяцев с момента своего царствования он был убит. Государство Российское Пётр завещал своей бывшей жене Екатерине II, которая прославилась как Екатерина Великая. В свою очередь Екатерина не имела каких-то особых планов на княжество Гольшейн-Готторпа, и в течение нескольких лет правовой статус этого княжества был неясен. Не увидев никаких перспектив, Пул переехал из Гольшейн-Готторпа в Гамбург, забрав все свои богатства.

### Земельные имения
В 1766 году Ян Пул приобрел ряд фермерских хозяйств в Мекленбурге. Два из них, оба близ Висмара, находились в Зьерове и в Наудине (сегодня четверть в Бобице). На западе, в Гольштейне, он также приобрел поместья в Ретвише, в районе Штормана и в Расторфе. В последние годы он, как правило, проводил лето в Зирове и зиму в Гамбурге. Он ездил на тележке, которую приводили в движение четыре лошади.
Овдовев уже два раза, 6 августа 1767 года он женился в третий раз. Церемония проходила в часовне Немецкой реформатской церкви в Гамбурге. Его третьей женой стала вдова Джудит Сарри (урождённая Джудит Шрер ван Хогенштейн). В этом браке не родилось детей, другими словами, он был бездетный. Джудит умерла в феврале 1769 года. Пул скончался в Зирове через 6 лет в конце лета 1775 года. 25 сентября 1775 года он был похоронен в Просекне (сегодня квартал Гагелова, чуть к западу от Висмара).